# بلیمپ کلاس ان
کشتی هوایی کلاس ان (به انگلیسی: N-class blimp) یک کشتی هوایی بادکنکی بود که در آن روزها برای نیروی دریایی ایالات متحده آمریکا تا نقش آواکس و ابزار ضد زیردریایی را بازی کند. در مجموع ۱۸ فروند از این کشتی هوایی تولید شد.

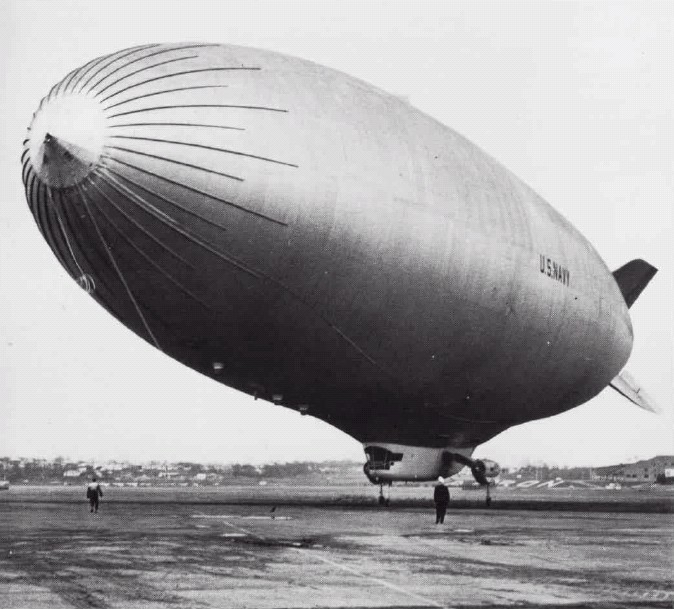